# Nyangondo
Nyangondo är ett periodiskt vattendrag i Burundi.   Det ligger i provinsen Ruyigi, i den centrala delen av landet, 90 km öster om huvudstaden Bujumbura.
Omgivningarna runt Nyangondo är en mosaik av jordbruksmark och naturlig växtlighet. Runt Nyangondo är det ganska tätbefolkat, med 100 invånare per kvadratkilometer.